# Max Dünki

Max Dünki (1987)

Max Dünki-Kasper (* 5. Juni 1932 in Winterthur; † 26. Oktober 2011 in Zürich; heimatberechtigt in Rorbas) war ein Schweizer Politiker (EVP). 

## Biografie
Der Sohn eines Wagners und Landwirts besuchte die Schulen in Rorbas und Freienstein. Von 1948 bis 1951 absolvierte er eine Notariatslehre in Embrach. Von 1951 bis 1953 war er Notariatsangestellter in Bassersdorf und Küsnacht (ZH), 1953 war er Angestellter beim Schweizerischen Verband evangelischer Arbeitnehmer, von 1954 bis 1956 Sekretär des Sozialfürsorgeamts in Rüti (ZH). Ab 1956 war er  Gemeindeschreiber in Wil (ZH) und von 1962 bis 1964 in Flurlingen. Er liess sich in Oberrieden nieder, wo er 32 Jahre lang von 1964 bis 1996 Gemeindeschreiber war. 1968 machte er das Gemeindeschreiberdiplom.
Von 1970 bis 1983 vertrat Dünki die EVP im Kantonsrat des Kantons Zürich. Von 1983 bis 1999 war Dünki für die EVP im Nationalrat. Er war Mitglied in verschiedenen Kommissionen wie der Geschäftsprüfungskommission und der Sicherheitspolitischen Kommission. Von 1984 (oder 1985) bis 1992 präsidierte Dünki die EVP Schweiz. 1999 war er kurzzeitig Präsident der gemeinsamen Fraktion von EVP und LdU in der Bundesversammlung. Nach seinem Ausscheiden aus dem Nationalrat engagierte sich Dünki im Verfassungsrat des Kantons Zürich. Dünkis politische Schwerpunkte lagen im Sozial- und Gesundheitswesen sowie in der Familien- und Umweltpolitik. Er war Mitglied von sozialen und gemeinnützigen Institutionen sowie von Berufs- und Umweltverbänden. 1985 gründete Dünki den Zürcher Rentnerverband ZRV, der später zu Zürcher Senioren- und Rentnerverband ZRV umbenannt wurde. Dünki war zeitweise auch Präsident des Verbandes.
Dünki war verheiratet und hatte zwei Kinder. In der Schweizer Armee war er Gefreiter.